# Tấn công Gulshan 2016
Vụ tấn công Dhaka là một vụ tấn công diễn ra vào đêm ngày 1 tháng 7 năm 2016, lúc 21:20 giờ địa phương, ít nhất 7 kẻ tấn công đã bắn vào quán ăn Holey Artisan Bakery trong khu phố Gulshan, khu vực ngoại giao của Dhaka, Bangladesh. Họ cũng đã ném bom và giữ vài chục con tin, ngoài ra giết chết hai cảnh sát viên trong cuộc đọ súng với cảnh sát. Theo tường thuật họ đã hét lên " Allahu Akbar! " trong cuộc tấn công.
20 người nước ngoài (trong đó có chín người Ý, 5 phụ nữ và 4 người đàn ông; 7 người Nhật, 5 đàn ông và 2 đàn bà) và sáu kẻ vũ trang đã thiệt mạng trong cuộc tấn công. Một trong những kẻ tấn công đã bị bắt và 13 con tin đã được giải phóng bởi lực lượng vũ trang Bangladesh, Cảnh sát, lực lượng chống khủng bố, và các lực lượng phối hợp khác.

## Bối cảnh
Bangladesh, có dân số 171 triệu người, là một nước có thu nhập trung bình thấp với GDP bình quân đầu người $ 1.284 mỗi năm. Kể từ năm 2013, đất nước đã trải qua sự gia tăng các cuộc tấn công của các nhóm Hồi giáo quá khích vào các tôn giáo thiểu số, các nhà văn thế tục và vô thần và các blogger, LGBT hoạt động nhân quyền và cả những người Hồi giáo không cực đoan. Kể từ tháng 9 năm 2015, đã có hơn 30 cuộc tấn công như vậy, và Nhà nước Hồi giáo Iraq và Levant (ISIL) đã nhận trách nhiệm cho 21 vụ trong số đó. Gulshan, nơi xảy ra cuộc tán công, là một khu phố giàu có của Dhaka và là nơi có nhiều đại sứ quán nước ngoài.
2 tuần trước đó, cảnh sát Bangladesch trong một chiến dịch toàn quốc chống chủ nghĩa quá khích gây nhiều tranh cãi đã bắt hơn 12.000 người.

## Thương vong
| Quốc tịch  | Số người |
| ---------- | -------- |
| Ý          | 9        |
| Nhật Bản   | 7        |
| Bangladesh | 4        |
| Ấn Độ      | 1        |
| Mỹ         | 1        |
| Tổng cộng  | 22       |